# Привольє (Краснослободський район)
Приво́льє (рос. Приволье, ерз. Приволья) — селище у складі Краснослободського району Мордовії, Росія. Входить до складу Старосіндровського сільського поселення.
Населення — 21 особа (2010; 41 у 2002).
Національний склад (станом на 2002 рік):
- мокшани — 93 %